# Phlugis teres
Phlugis teres är en insektsart som först beskrevs av De Geer 1773.  Phlugis teres ingår i släktet Phlugis och familjen vårtbitare. Inga underarter finns listade i Catalogue of Life.